# Martin Ndongo-Ebanga
Martin Ndongo-Ebanga, född 23 mars 1966 i Yaoundé, död 6 mars 2024 i Yaoundé, var en kamerunsk boxare som tog OS-brons i lättviktsboxning 1984 i Los Angeles. Han förlorade mot Luis Ortiz från Puerto Rico med 2-3 i semifinalen.